# Distrito de Pamplemousses
Pamplemousses es uno de los distritos de Mauricio ubicado en el norte de la isla, poseyendo la mayor densidad poblacional de ésta. El nombre del distrito proviene del francés y significa toronja. Su capital es la ciudad de Triolet. Posee un jardín botánico, construido en el año 1770 por Pierre Poivre, que alberga diferentes especias, ébanos y caña de azúcar. Posee también  especies de loto y más de 85 variedades de palmeras de América Central, Asia, África y otras islas del índico.
- Datos: Q934126
- Multimedia: Pamplemousses District / Q934126